# Ceriana varipes
Ceriana varipes är en tvåvingeart som först beskrevs av Charles Howard Curran 1927.  Ceriana varipes ingår i släktet griffelblomflugor, och familjen blomflugor.
Artens utbredningsområde är Kongo. Inga underarter finns listade i Catalogue of Life.